# Oologah (Oklahoma)
Pour les articles homonymes, voir Oologah.
Oologah est une ville du comté de Rogers, dans l'État d'Oklahoma, aux États-Unis,. En 2020, elle compte une population de 1 193 habitants.

## Démographie
Lors du recensement de 2010, la ville comptait une population de 1 146 habitants, tandis qu'en 2020, elle s'élève à 1 193 habitants.